# المجلة البريطانية للتخدير
المجلة البريطانية للتخدير (بالإنجليزية: British Journal of Anaesthesia)‏ هي مجلة طبية شهرية تتم مراجعتها من قبل الأقران تنشرها إلزيفير نيابة عن الكلية الملكية لأطباء التخدير، وكلية أطباء التخدير في أيرلندا، وكلية هونغ كونغ لأطباء التخدير، للجميع التي تعد بمثابة جريدتهم الرسمية.[بحاجة لمصدر]
تغطي المجلة جميع جوانب التخدير والطب المحيط بالجراحة وطب العناية المركزة وإدارة الألم. رئيس التحرير هيو سي همينجز. تأسست المجلة في عام 1923، بعد عام واحد من نشر أول مجلة تخدير (التخدير والتسكين) من قبل الجمعية الدولية لأبحاث التخدير. كان أول رئيس تحرير هو إتش إم كوهين، الذي حرر المجلة من عام 1923 إلى عام 1928. ومن بين رؤساء التحرير الجدد رافي ماهاجان (جامعة نوتنغهام)، وتشارلز رايلي (جامعة شيفيلد)، وجنيفر هانتر (جامعة ليفربول).